# جيل فورستر
جيل فورستر (بالإنجليزية: Jill Forster)‏ هي ممثلة أسترالية، ولدت في 1936.

## وصلات خارجية
- جيل فورستر على موقع IMDb (الإنجليزية)
- جيل فورستر على موقع قاعدة بيانات الفيلم (الإنجليزية)